# Il club delle prime mogli
Il club delle prime mogli (The First Wives Club) è un film del 1996 diretto da Hugh Wilson, basato su un romanzo di Olivia Goldsmith. È interpretato da Bette Midler, Goldie Hawn e Diane Keaton, affiancate da Maggie Smith e Sarah Jessica Parker.

## Trama
Ai tempi del college, Brenda, Elise, Annie e Cynthia sono quattro ottime amiche che si promettono a vicenda di non abbandonarsi mai e di esserci sempre l'una per l'altra. Parecchi anni più tardi, Annie, Brenda e Elise, ormai persesi di vista una volta terminati gli studi, si rincontrano al funerale di Cynthia, diventata una donna ricca e di successo ma molto sola e infelice, essendo anche stata lasciata dal marito per un'altra e per questo suicidatasi. Le tre protagoniste decidono di fermarsi a pranzo insieme e capiscono di avere in comune ben più di un'amicizia di vecchia data: dopo aver infatti aiutato per anni i propri mariti a salire la scala del successo, ognuna di loro si è ritrovata scaraventata a terra per far posto a una nuova, giovane e attraente rivale.
Ma il trio è ben determinato a trasformare la perdita in una rivincita. Organizzano un ingegnoso piano per colpire i loro ex là dove fa più male: nel portafoglio. Elise scopre che la nuova fiamma del marito è ancora minorenne e, come previsto dai patti per il divorzio, gli sottrae tutti i beni che hanno accumulato durante gli anni del matrimonio; li vende poi a un prezzo irrisorio alla sua amica Annie, la quale, mettendoli all'asta, guadagna la cifra necessaria per acquistare le azioni della società del marito e diventarne la maggiore azionista. Brenda, da parte sua, trova alcuni documenti importanti per provare che l'attività del marito non è del tutto legale. Ora che hanno i loro ex in pugno, possono dunque costringerli a "sborsare" i soldi per costruire un centro di assistenza di qualunque tipo per le donne di New York.

## Riconoscimenti
- National Board of Review Awards 1996
  - Miglior cast

## Partecipazioni
Nel film compaiono in un cameo Heather Locklear, Ivana Trump e Hugh Wilson. Il film segna inoltre l'esordio cinematografico dell'attore Timothy Olyphant, che nel film ha il piccolo ruolo del regista alternativo Brett Artounian ed è l'ultimo girato da  Eileen Heckart prima della sua morte.

## Colonna sonora
La canzone interpretata dalle tre protagoniste alla fine del film, You Don't Own Me, è un rifacimento dell'omonimo brano di Lesley Gore.